# Grâce-Hollogne

Grâce-Hollognes läge inom provinsen Liège

Grâce-Hollogne är en kommun i provinsen Liège i regionen Vallonien i Belgien. Grâce-Hollogne hade 21 813 invånare per 1 januari 2008.